# An American Prayer
An American Prayer –en español: «Una plegaria americana»– es el noveno y último álbum de estudio de la banda The Doors. En 1978, seis años después de que la agrupación se separara, los miembros que seguían vivos se reunieron y grabaron música para acompañar los poemas de Jim Morrison, que habían sido registrados anteriormente en una sesión de 1970.
Las letras son semi-autobiográficas, y a veces proféticas, incluyendo desde críticas de la época hasta visiones de la vida después de la muerte.
El álbum recibió comentarios mixtos desde su publicación y todavía divide ampliamente a los críticos. Sin embargo, logró una certificación de platino en los Estados Unidos debido a sus ventas masivas.
El disco contiene solo dos sencillos, "The Ghost Song" y una versión en concierto del clásico Roadhouse Blues, hasta entonces inédita. Fue lanzado a principios de 1979.

## Lista de canciones
Poemas, letras e historias de Jim Morrison, música de The Doors.
| 1. «Awake» – 0:36 2. «The Ghost Song» – 2:50 3. «Dawn's Highway/Newborn Awakening» – 3:48 4. «To Come of Age» – 1:02 5. «Black Polished Chrome/Latino Chrome» – 3:22 6. «Angels and Sailors/Stoned Immaculate» – 4:20 7. «The Movie» – 1:36 8. «Curses, Invocations» – 1:58 9. «American Night» – 0:29 10. «Roadhouse Blues» – 6:59 11. «Lament» – 2:19 12. «The Hitchhiker» – 2:16 13. «An American Prayer» – 6:53 1. «The End» 2. «Albinoni: Adagio» | 1. «Awake» – 0:35 2. «Ghost Song» – 2:50 3. «Dawn's Highway» – 1:21 4. «Newborn Awakening» – 2:26 5. «To Come of Age» – 1:01 6. «Black Polished Chrome» – 1:07 7. «Latino Chrome» – 2:14 8. «Angels and Sailors» – 2:46 9. «Stoned Immaculate» – 1:33 10. «The Movie» – 1:35 11. «Curses, Invocations» – 1:57 12. «American Night» – 0:28 13. «Roadhouse Blues» – 5:53 14. «The World on Fire» – 1:06 15. «Lament» – 2:18 16. «The Hitchhiker» – 2:15 17. «An American Prayer» – 3:04 18. «Hour for Magic» – 1:17 19. «Freedom Exists» – 0:20 20. «A Feast of Friends» – 2:10 21. «Babylon Fading» – 1:40 22. «Bird of Prey» – 1:03 23. «The Ghost Song» (versión extendida) – 5:15 |

## Origen de las canciones
Muchas canciones anteriormente producidas y lanzadas por la banda fueron reusadas para la instrumentación de este álbum, tanto grabaciones de estudio como en vivo
| Título                        | Origen |
| ----------------------------- | --- |
| Awake                         | Utiliza a Wake Up, fragmento de Celebration of the Lizard en vivo |
| Ghost Song                    | Canción escrita por Morrison en París, después agregarían la música Ray Manzarek, Robby Krieger y John Densmore, los Doors restantes |
| Dawn's Highway                | Concebida como una entrevista acerca de la niñez de Morrison |
| Newborn's Awakening           | Reutiliza las canciones Peace Frog/Blue Sunday de Morrison Hotel con una lectura de poema |
| To Come of Age                | Reutiliza la parte de "marcha" en The Unknown Soldier, sencillo de Waiting for the Sun, un poema acerca de la guerra y un sample de un motor de automóvil                                                                                              |
| Black Polished Chrome         | Poema escrito por Morrison con música agregada |
| Latino Chrome                 | Escrito por Jim como un poema, con música con influencia latina agregada |
| Angels and Sailors            | Poema de Morrison y canto al final del mismo, este último con un efecto desgastado, ambos con pequeños arreglos musicales de la banda |
| Stoned Inmaculate             | Reúso de la canción de L.A. Woman, The WASP (Radio and the Texas Big Beat) junto a un poema propiedad de Jim Morrison |
| The Movie                     | Incorpora una grabación de Jim acerca de como percibía el mundo de las películas y la fama con ambientación avant-garde |
| Curses, Invocations           | Poema con música agregada de los Doors restantes |
| American Night                | Poema de duración muy corta, con una ovación al final que da paso a la siguiente canción |
| Roadhouse Blues               | Grabación en vivo en el primer show del Felt Forum de Nueva York de la canción de Morrison Hotel con una ovación al final que da paso a la siguiente pista                                                                                             |
| Lament (Canción de The Doors) | Poema de Morrison con el sonido del público en vivo de fondo como ambientación |
| The Hitchhiker                | Poema de Jim con la canción Riders on the Storm, sencillo salido de su álbum L.A Woman de fondo en un nivel de volumen bajo |
| An American Prayer            | Poema de Morrison, al igual que la mayoría grabado en París con música añadida, esta última con grandes similitudes a la anterior canción, Ghost Song                                                                                                  |
| Hour For Magic                | Poema con música sacada de una nueva mezcla de su canción The End (canción de The Doors) |
| Freedom Exists                | Extracto de un pequeño poema de Jim |
| A Feast of Friends            | Poema escrito por Jim, también conocido como "The Severed Garden", llamado así en varias compilaciones, compuesto originalmente con el outtake de las sesiones de su tercer álbum, Waiting for the Sun, Adagio de Albinoni, originalmente instrumental |

## Integrantes
- Jim Morrison
- Ray Manzarek
- Robbie Krieger
- John Densmore